# Латипов Габдрахман Хакімович
Габдрахман Хакімович Латипов (1917 — 25 січня 1945) — командир гармати 32-го артилерійського полку (31-а стрілецька дивізія, 52-а армія, 1-й Український фронт), сержант. Герой Радянського Союзу (1945).

## Біографія
Габдрахман Хаімович Латипов народився в 1917 році в селі Старобаширово Уфимського повіту Уфимської губернії (нині Чекмагушівського району Башкортостану). Татарин. Освіта середня. Член ВКП(б) з 1944 року. Працював фінансовим інспектором.
В Червону армію призваний в червні 1941 року Чекмагушівським райвійськкоматом Башкирської АРСР. У діючій армії з травня 1943 року.
Командир гармати 32-го артилерійського полку (31-а стрілецька дивізія, 52-а армія, 1-й Український фронт) сержант Латипов в числі перших 25 січня 1945 року в складі штурмової групи подолав Одер на південний схід від м. Бреслау (Вроцлав, Польща), брав участь у захопленні плацдарму і відбитті 12 контратак противника. Загинув у цьому бою.
Похований у місті Вроцлав (Польща).

## Подвиг
«Командир гармати 32-го артилерійського полку (31-а стрілецька дивізія, 52-а армія, 1-й Український фронт) сержант Латипов Г.X. в числі перших 25 січня 1945 року в складі штурмової групи подолав річку Одер на південний схід від міста Бреслау (Вроцлав, Польща), брав участь у захопленні плацдарму. Намагаючись скинути відважних артилеристів в річку, противник протягом шістнадцяти годин дванадцять разів переходив у контратаку.
Гарматний розрахунок Габдрахмана Латипова, незважаючи на інтенсивний рушнично-кулеметний і мінометний обстріл, безперервно вів вогонь по ворогу, допоміг групі, яка переправилася, відбити всі контратаки, утримати плацдарм до підходу нашої піхоти, знищивши за час бою три кулемети і до двох взводів піхоти супротивника. При відображенні останньої ворожої контратаки сержант Латипов Г. X. поліг смертю хоробрих».
Указом Президії Верховної Ради СРСР від 10 квітня 1945 року за зразкове виконання завдань командування і проявлені стійкість, мужність і героїзм у боях з німецько-фашистськими загарбниками сержантові Латипову Габдрахману Хакімовичу посмертно присвоєно звання Героя Радянського Союзу.

## Нагороди
- Медаль «Золота Зірка» Героя Радянського Союзу (10.04.1945).
- Орден Леніна (10.04.1945).
- Медаль «За відвагу» (05.11.1944).
- Медаль «За відвагу» (30.01.1945).

## Пам'ять
- У селі Старобаширово в будинку, де народився і жив Герой Радянського Союзу Г.X. Латипов, відкрито музей.
- На фасаді будинку-музею в пам'ять про славетного земляка встановлена меморіальна дошка.
- Ім'ям Героя Радянського Союзу Г. Х. Латипова названі вулиці в селах Старобаширово, Чекмагуш і Тайняшево.